# Lauren Ross
Lauren Ross (1982) è un'ex sciatrice alpina statunitense.

## Biografia
Originaria di Stowe e attiva in gare FIS dal dicembre del 1997, in Nor-Am Cup la Ross esordì il 1º gennaio 1998 a Waterville Valley in slalom speciale (28ª), conquistò il primo podio il 4 dicembre 2000 a Val Saint-Côme nella medesima specialità (3ª) e la prima vittoria il 10 marzo 2001 a Snowbird sempre in slalom speciale. In Coppa del Mondo esordì il 22 novembre 2001 a Copper Mountain in slalom speciale, senza qualificarsi per la seconda manche, e ottenne il miglior piazzamento il 28 novembre 2004 ad Aspen nella medesima specialità (23ª).
Sempre in slalom speciale conquistò la sua seconda e ultima vittoria in Nor-Am Cup, nonché ultimo podio, il 9 marzo 2005 a Craigleith e bissò il suo miglior piazzamento in Coppa del Mondo, il 29 dicembre 2005 a Lienz (23ª). Prese per l'ultima volta il via in Coppa del Mondo il 26 gennaio 2008 a Ofterschwang in slalom gigante, senza qualificarsi per la seconda manche, e si ritirò al termine di quella stessa stagione 2007-2008; la sua ultima gara fu lo slalom gigante dei Campionati statunitensi 2008, disputato il 26 marzo a Sugarloaf e nel quale la Ross vinse la medaglia d'oro. In carriera non prese parte a rassegne olimpiche o iridate.

## Palmarès

### Coppa del Mondo
- Miglior piazzamento in classifica generale: 102ª nel 2005

### Nor-Am Cup
- Miglior piazzamento in classifica generale: 3ª nel 2005
- 11 podi:
  - 2 vittorie
  - 6 secondi posti
  - 3 terzi posti

#### Nor-Am Cup - vittorie
| Data          | Località   | Paese       | Specialità |
| ------------- | ---------- | ----------- | ---------- |
| 10 marzo 2001 | Snowbird   | Stati Uniti | SL         |
| 9 marzo 2005  | Craigleith | Canada      | SL         |

Legenda:

SL = slalom speciale

### Campionati statunitensi
- 1 medaglia:
  - 1 oro (slalom gigante nel 2008)